# Pavel Juříček
Pavel Juříček (* 29. října 1956 Brno) je český politik a předseda představenstva a generální ředitel firmy Brano, v letech 2017 až 2021 poslanec Poslanecké sněmovny PČR, v letech 2018 až 2022 zastupitel města Opava, v letech 2011 až 2015 viceprezident Svazu průmyslu a dopravy ČR, člen hnutí ANO 2011.

## Život
Z politických důvodů nemohl studovat na střední škole[zdroj?], a proto se nejprve vyučil jako frézař. Později absolvoval obor strojírenská technologie na Fakultě strojní Vysokého učení technického v Brně a v roce 1998 získal doktorát z ekonomických věd. Využil možnost vzdělávat se v rámci programu Phare v zahraničí – zkoušky skládal na Erasmus University v nizozemském Rotterdamu, na Wirtschaftsuniversität ve Vídni a na INSEAD ve francouzském Fontainebleau.
Do podniku Brano v Hradci nad Moravicí na Opavsku nastoupil již v roce 1982 jako technolog (tehdy nesl název Branecké železárny), později prošel několika pozicemi. Roku 1990 odešel z firmy na dnešní Vysokou školu báňskou – Technickou univerzitu Ostrava, kde pomáhal zakládat katedru podnikání a managementu. Po dvou letech se však do Brana opět vrátil, a to jako výrobní ředitel. Na této pozici byl čtyři roky a nastal další, tentokrát jen šestiměsíční odchod ze společnosti. V roce 1995 se stal generálním ředitelem, firma představuje největšího ryze českého výrobce autodílů (dveřní systémy a zámky, díly motorů a převodovek, zvedáky a zavírače).
V únoru 2007 získal ocenění Podnikatel roku 2006. V letech 2011 až 2017 působil jako člen představenstva a viceprezident Svazu průmyslu a dopravy ČR. Od roku 2004 se rovněž angažuje jako viceprezident Sdružení automobilového průmyslu.
Pavel Juříček žije ve městě Opava. Je ženatý, má tři děti (dvě dcery a syna). Mezi jeho záliby patří jízda na horském kole a historie.
Až exekutor donutil miliardáře a poslance za ANO Pavla Juříčka zaplatit 25,5 milionu korun, které mu přikázal uhradit soud jako náhradu škody při jeho podnikatelském působení. Majitel společnosti Brano se bránil placení s tím, že tolik peněz nemá a měsíčně prý vydělává jen 16 tisíc korun, soud mu to ale neuvěřil.
Podle časopisu Forbes vlastnil Pavel Juříček v roce 2020 majetek v hodnotě 6,2 mld. Kč a byl 37. nejbohatším Čechem. V roce 2021 měl jeho majetek hodnotu 7,2 mld. Kč.

## Politické působení
Od roku 2016 je členem hnutí ANO 2011, ve kterém předsedá Oblastní organizaci Opava.
Ve volbách do Poslanecké sněmovny PČR v roce 2017 byl za hnutí ANO 2011 zvolen poslancem v Moravskoslezském kraji, a to ze čtvrtého místa kandidátky. V komunálních volbách v roce 2018 se za hnutí ANO 2011 stal zastupitelem města Opava. Ve volbách v roce 2022 již nekandidoval.
Během pandemie koronaviru v roce 2021 prohlásil, že motivace lidí vyšší dodržovat karanténní opatření vyšší nemocenskou není dobrá, protože český národ má ve zvyku podvádět a lhát. Ve volbách do Poslanecké sněmovny PČR v roce 2021 již nekandidoval.